# Berghof
Usedlost Berghof byla rezidence Adolfa Hitlera na Obersalzbergu, součást Orlího hnízda. Od roku 1928 to bylo jeho oficiální letní sídlo. Po uchopení moci roku 1933 Hitler za honorář z prodeje knihy Mein Kampf odkoupil původní dům Wachenfeld postavený v roce 1916 a nechal ho přebudovat na svou rezidenci. Se stavbou „Kleinen Reichskanzlei“ v roce 1937 se rozvíjela tato oblast jako centrální sídlo moci v době národního socialismu.
Mezinárodní politici a diplomaté přijížděli na Berghof k důležitým jednáním. Jako Vůdcovo hlavní sídlo sloužil Berghof v 1. polovině roku 1944. Budova byla krátce před koncem války těžce poškozena leteckým útokem spojeneckých vojsk a jednotkami SS, v roce 1952 nechala spolková země Bavorsko zbytek budovy vyhodit do povětří.

## Počátky
Na podzim roku 1919 se Adolf Hitler seznámil s novinářem a divadelním kritikem Dietrichem Eckartem (1868–1923), který se stal jeho příznivcem a poradcem. Eckart tehdy bydlel v Berchtesgadenu a díky němu Hitler poznal Obersalzberg a jeho okolí, když v květnu 1923 cestoval z Mnichova do Obersalzbergu, kde se chtěl s Eckartem setkat, protože ten se v té době skrýval v Gebirgskurhaus Obersalzberg, neboť byl na něj kvůli urážce říšského prezidenta Friedricha Eberta vydán zatykač. V letech 1923 až 1928 pak byl Hitler ubytován v různých místních penzionech, přičemž v létě 1925 zde po propuštění z vězení diktoval 2. díl knihy Mein Kampf, kterou na stroji přepisoval Max Amann, a roku 1928 napsal v Berchtesgadenu Außenpolitische Standortbestimmung.

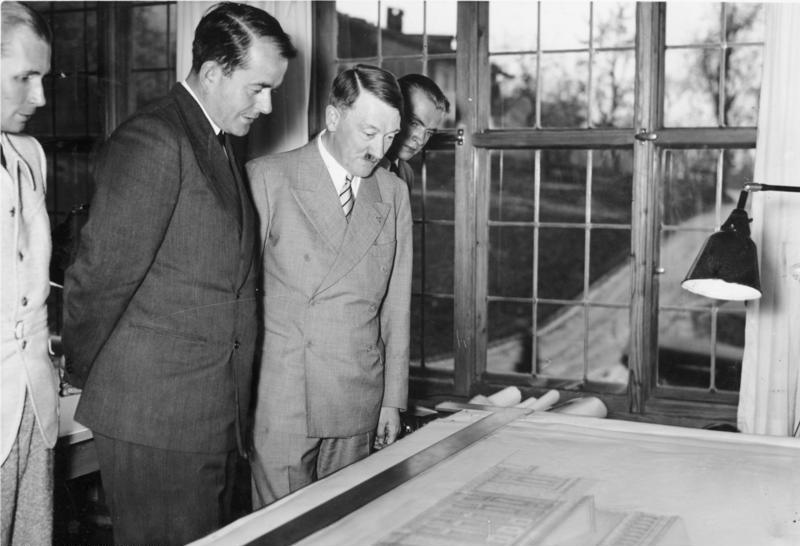
Albert Speer (druhý zleva) projednává s Hitlerem plány na novou budovu opery v Linci, 1939

## Dům Wachenfeld
Od října 1928 si Hitler pronajímal Haus Wachenfeld. Tato malá venkovská usedlost patřila vdově jednoho průmyslníka z Buxtehude. V červnu 1933, po uchopení moci, tuto venkovskou usedlost koupil za honorář z prodeje knihy Mein Kampf a nazval ji Berghof („horský dvůr“). Hitlerova nevlastní sestra Angela Hitlerová mu zde vedla domácnost. Straničtí funkcionáři, jako např. Hermann Göring, Albert Speer a Martin Bormann, také přesunuli své druhé domovy do oblasti Berchtesgadenu.

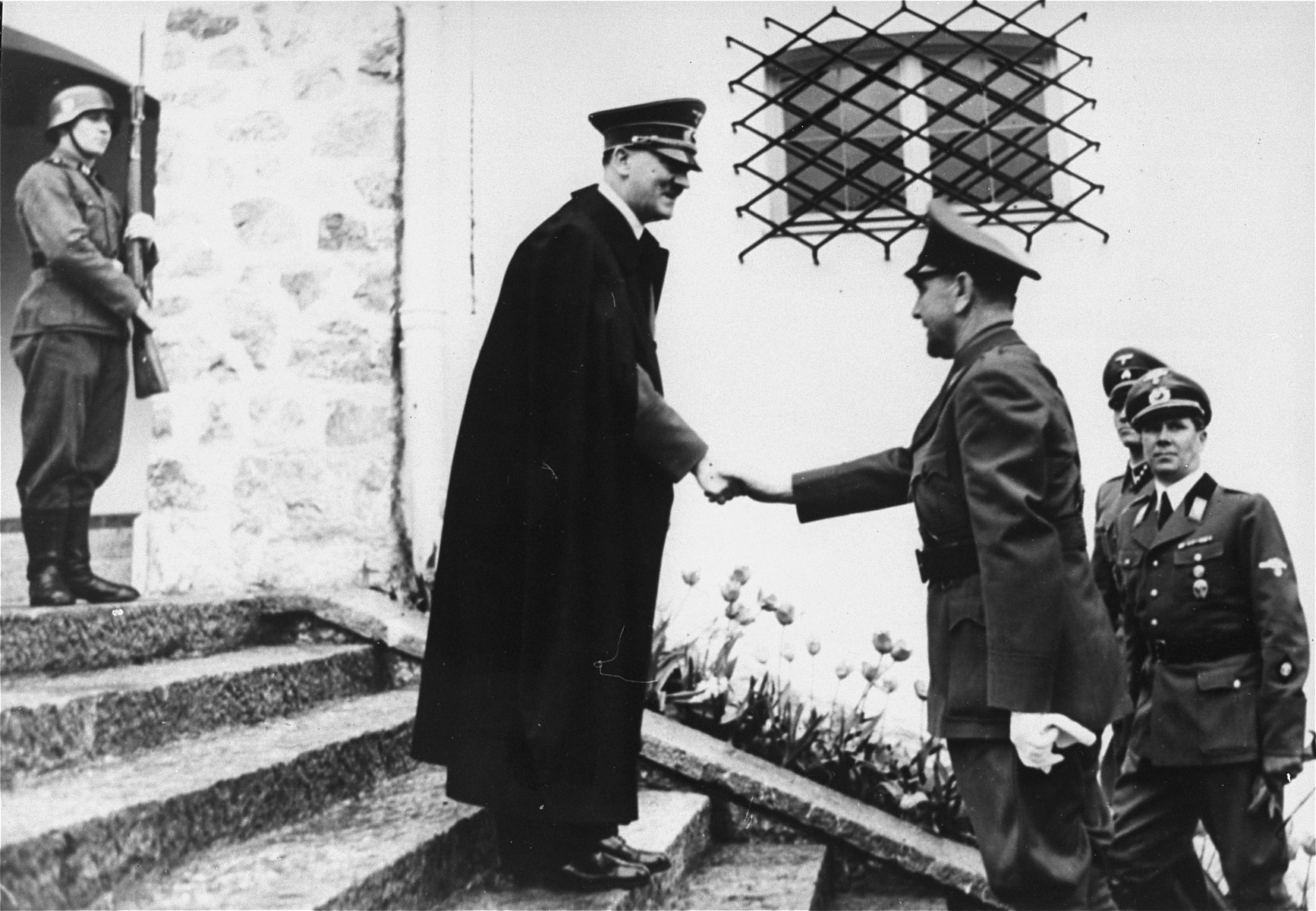
Hitler vítá chorvatského vůdce Ante Paveliće, 1941

Dům Wachenfeld byl nejdříve chráněn jen plotem. Přítomnost nového říšského kancléře v malé horské vesničce však přitahovala spoustu příznivců. Podle jeho vlastních plánů se začal dům v roce 1933 pomalu, do roku 1936 ovšem mohutně přestavovat. Bezpečnostní riziko bylo ovšem podstatně sníženo, až když byl celý areál uzavřen, prohlášen za „Vůdcovu zakázanou oblast“ a strážen. Přístup byl jen na povolenku. Hitler přijímal skupiny Hitlerjugend, Bund Deutscher Mädel a jiných organizací a prezentoval se v idylické horské krajině jako „kancléř lidu“. Na toto téma byla vydána četná fotoalba a obrazové publikace.

## Berghof od roku 1936
Po přestavbě měl Hitler k dispozici reprezentativní dům, který využíval k přijímání významných hostů a diplomatů. Důležitým prvkem jeho prezentace byly obrazy, které osobně rozvěsil a s láskou ukazoval svým hostům. Těmito obrazy se prezentoval bývalý malíř jako umělec a „geniální sběratel“, následovník Adolfa Bedřicha hraběte von Schack a Bedřicha II. Pruského. 12. února 1938 zde došlo k diktátu Berchtesgadenské smlouvy a 15. září 1938 byl britský premiér Chamberlain na Berghofu účasten jednání ohledně „sudetské krize“. 5. ledna 1939 se zde setkal Hitler s polským ministrem zahraničí Józefem Beckem a 20. srpna 1939 telegrafoval Stalinovi a předložil mu návrh paktu o neútočení (pozdější pakt Ribbentrop–Molotov). Na státní návštěvu sem také 6. června 1941 přijel vůdce Ustašovců Ante Pavelić.

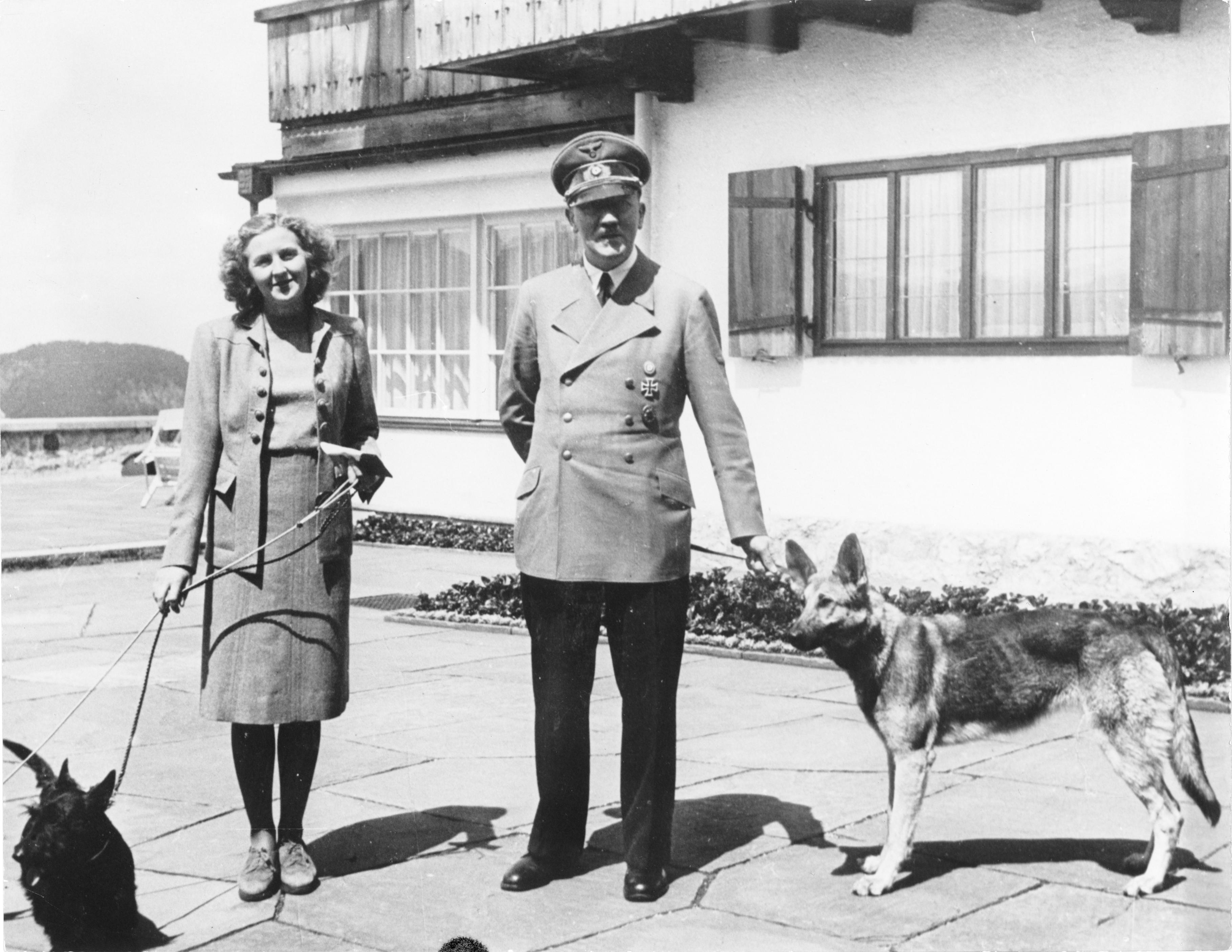
Adolf Hitler a Eva Braunová se psy

I v německé domácí politice zde padlo mnoho důležitých rozhodnutí. Například 22. srpna 1939 zde měl Hitler projev před nejvyšším velením Wehrmachtu, známý také jako „Řeč Džingischána“, ve kterém vyhlásil záměr útoku na Polsko. Při jedné návštěvě v roce 1943 oslovila Henriette von Schirach Hitlera ohledně deportace Židů, podle svědků už pak nikdy nebyla na Berghof pozvána. Po porážce povstání ve varšavském ghettu sem 19. června 1943 přijel na poradu Himmler, na které byla dohodnuta přeměna stávajících ghet v koncentrační tábory (Unternehmen Cottbus).

## Návštěvy na Berghofu
Berghof navštívilo mnoho politických osobností, panovníků, hlav států, diplomatů, malířů, pěvců a hudebníků. Důležité návštěvy Hitler osobně vítal na schodech Berghofu. Nejvýznamnějšími návštěvníky byli David Lloyd George (3. března 1936), Aga Khan (20. října 1937), vévoda a vévodkyně z Windsoru (22. října 1937), Kurt von Schuschnigg (12. února 1938), Neville Chamberlain (15. září 1938) a Benito Mussolini (19. ledna 1941). Dne 11. května 1941 navštívil Berghof Karlheinz Pintsch, aby doručil dopis od Rudolfa Hesse, v němž informoval vůdce o jeho ilegálním letu do Skotska. Na konci července 1941 Hitler svolal své vojenské náčelníky z OKW a OKH na Berghof na tzv. „Berghofskou konferenci“, na které byl studován „ruský problém“.

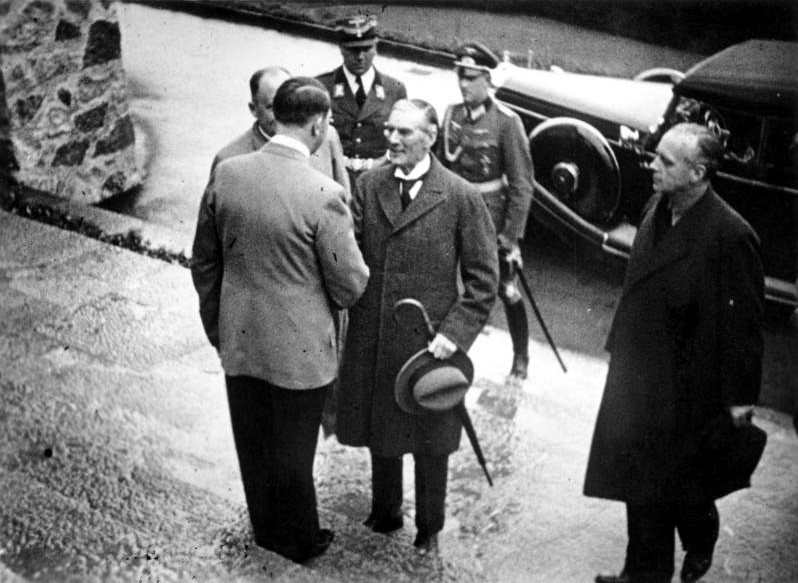
Adolf Hitler vítá britského premiéra Neville Chamberlaina na schodech Berghofu, 1938

Součástí úzkého vnitřního kruhu vyvolených na Berghofu byla zejména Eva Braunová a její sestra Gretl. Dále zakládající spolustraníci jako Göring,Himmler, Goebbels, Speer atd. Dva hosté plánovali využít návštěvy Berghofu jako příležitosti zavraždit Hitlera. Dne 11. března 1944 přišel kapitán Eberhard von Breitenbuch se skrytou pistolí s úmyslem zastřelení Hitlera do hlavy, ale stráže ho nepustily do stejné místnosti s vůdcem. Dne 7. června 1944 plukovník Claus Schenk von Stauffenberg plánoval odpálit bombu na tamním setkání, ale jeho kolegové spiklenci mu nedali souhlas k akci, protože Himmler a Göring nebyli přítomni jednání. K Berghofu se váže i britský plán „Operation Foxley“, ve kterém měl odstřelovač zabít Hitlera na jeho každodenní procházce od rezidence Berghof k čajovně.

## Vnitřní vybavení Berghofu a budování infrastruktury
Hitler se nacházel na Berghofu často a vždy na delší dobu. Bormann, šedá eminence na Berghofu, z něj vytvořil území s rozsáhlou infrastrukturou. Malá chata byla stylově zrekonstruována a rozšířena během „Velké přestavby“ v letech 1935–1936 podle projektu architekta Aloise Degano (Hitler sám navrhl zevrubnou podobu nového uspořádání usedlosti). Velká terasa byla postavena těsně před vchod do bývalé chaty Wachenfeld zleva, ze které byl překrásný výhled do okolí. Velká jídelna byla obložena velmi nákladnou borovicí Cembra a vešlo se do ní pohodlně 24 hostů.

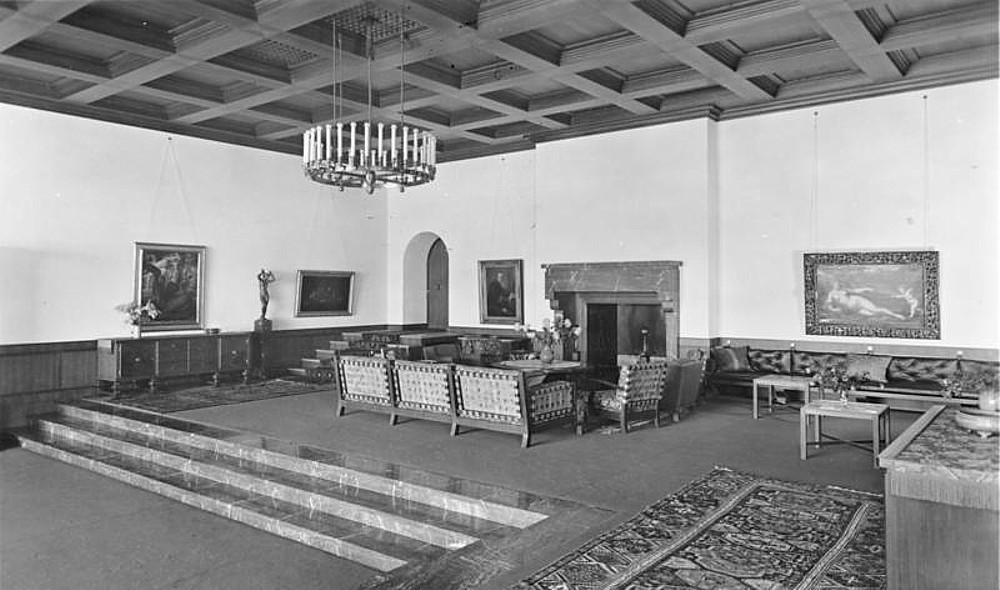
Velká hala

Hitlerova soukromá studovna se nacházela přímo nad velkou halou a měla vlastní rozlehlý balkón. Knihovna ve studovně obsahovala knihy „o historii, malířství, architektuře a hudbě“. Z pracovny vedl vchod do soukromých pokojů Hitlera, které byly spojeny s pokoji Evy Braunové, která po odchodu Hitlerovy nevlastní sestry Angely vedla na Berghofu Hitlerovu domácnost. Velký sál byl vybaven drahým germánským nábytkem, na jižní stěně dominoval veliký červený mramorový krb, u kterého probíhala večerní společenská setkání. Na východní stěně byla projekční kabina pro večerní promítání filmů (často hollywoodské produkce, které byly jinak v Německu zakázané). Ve velké hale se také nacházel klavír, u kterého probíhaly soukromé hudební produkce převážně Wagnerových skladeb. Velké okno na severní straně mohlo za slunečného počasí sjíždět do suterénu budovy. Toto okno bylo řešeno jako velký panoramatický obraz a byl z něj překrásný výhled na vrcholky Alp. Dům obsluhovalo několik hospodyní, zahradníků, kuchařů a dalších domácích pracovníků. Hitler se o tomto místu vyjadřoval slovy: „Tohle místo je moje, … postavil jsem ho z peněz, které jsem vydělal.“

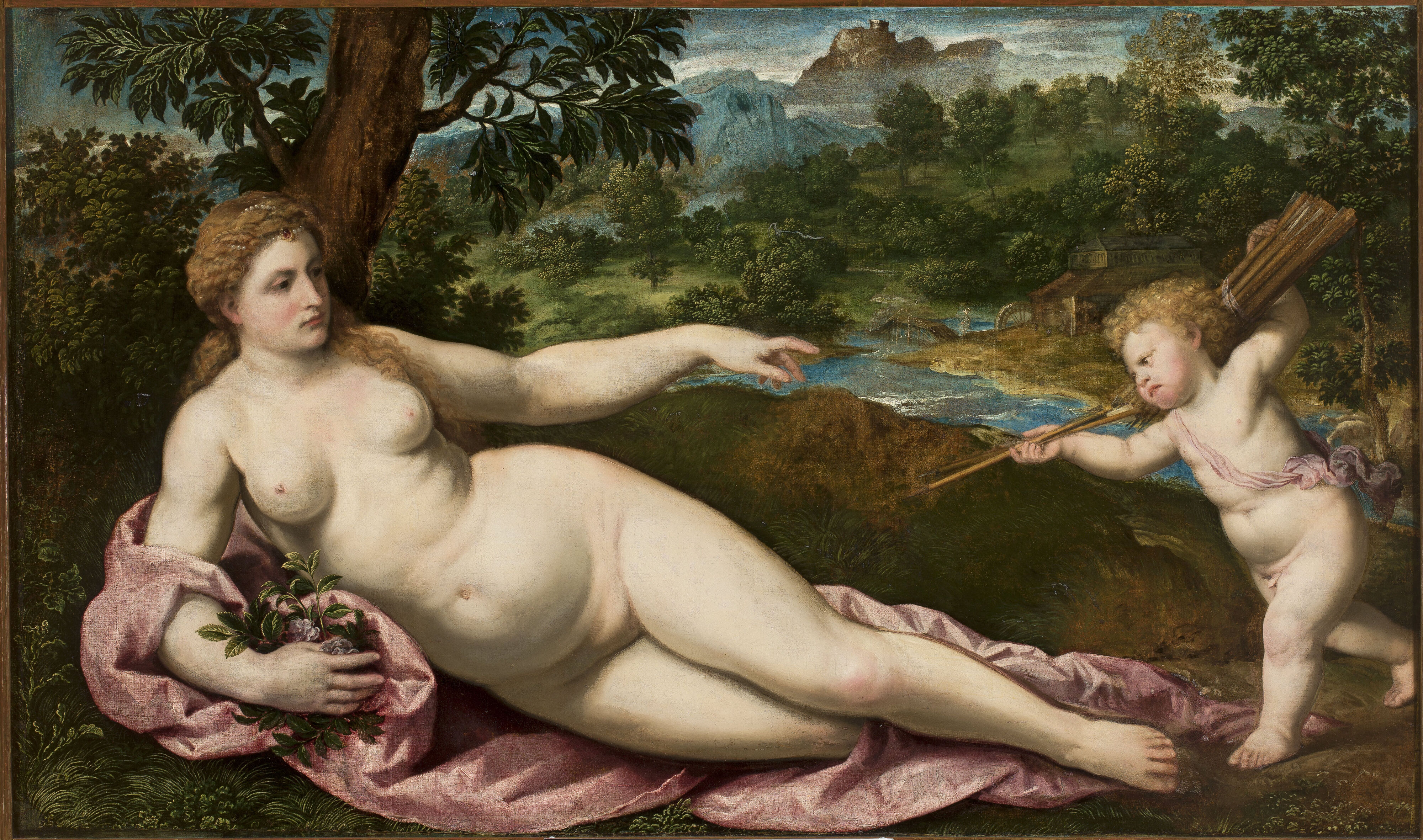
Venuše a Amor od Paris Bordone, který zdobil „Velký sál“, byl po válce podstoupen Národnímu muzeu ve Varšavě

Nedaleko od Berghofu, v Bischofswiesenu blízko Berchtesgadenu, nechal Bormann zbudovat Říšskou kancelář v Berchtesgadenu, nazývanou také „malá Říšská kancelář“. V Ainringu u Freilassingu bylo zřízeno letiště Regierungsflughafen Reichenhall-Berchtesgaden.

## Mooslahnerkopf, „malá“ čajovna
Malá čajovna byla postavena v roce 1937. Hlavní místností čajovny byl kulatý sál s kulatým stolem. Čajovna byla postavena v zalesněné oblasti na vrchu Mooslahnerkopf (oproti tomu Kehlsteinhaus se nacházel až na vrcholku hory Kehlstein a Hitler zde byl jen několikrát). Přes malé obersalzberské údolí chodíval téměř denně Hitler na odpolední procházku. Procházka vedla podél zalesněné části Obersalzbergu na vybudovaném dřevěném chodníčku, který spojoval Berghof a čajovnu. Cesta byla dlouhá téměř jeden kilometr a na několika místech poskytovala výhled na celé údolí. Po cestě Hitler často vedl politické diskuse. V čajovně si Hitler nezřídka dokonce zdříml v křesle, obklopen přáteli a spolupracovníky z vnitřního kruhu. Většina z mála dochovaných fotografií, na kterých Hitler nosí brýle, byly pořízeny v této čajovně.

## Personál
Ke stálému personálu Berghofu patřil Herbert Döhring jako správce domu. Tři pokojské na Berghofu byly Anna Plaim, Elfriede König a Resi Stangassinger. Dalšími důležitými osobami na Berghofu byli mimo jiné Johanna Wolf, Gerda Christian, Otto Günsche, Hans Baur, Heinrich Heim, Theo Morell a Rochus Misch.

## Nacistická propaganda
Fotografie pro nacistickou propagandu tvořil Heinrich Hoffmann. Četné barevné fotografie, které od roku 1940 zhotovil Hitlerův kameraman Walter Frentz, nebyly naproti tomu v době nacismu zveřejněny. Do oběhu se dostalo bezpočet pohlednic, které ukazují Hitlerovu letní rezidenci a romantické okolí. Všeobecně známá byla také velká panoramatická okna velké haly. Hoffmann udělal také pohlednice „Hitlerovy pracovny“.
Osobní kult „Vůdce“, který vládne svému lidu z vrcholku hory, se dá obzvlášť dobře inscenovat do alpského panoramatu mezi Watzmann a Königssee. Alpská idyla byla v příkrém rozporu se zbytkem Říše, která byla poznamenána ještě první světovou válkou. Jako monarcha, blízký svému lidu, žil zde Hitler s Evou Braunovou a skupinou sloužících. Diktátor, který nechal zřídit koncentrační tábory, se zde prezentoval jako rodinný typ a milovník přírody.
Ještě po skončení války byly některé pohlednice bývalého Hitlerova domu v oběhu.

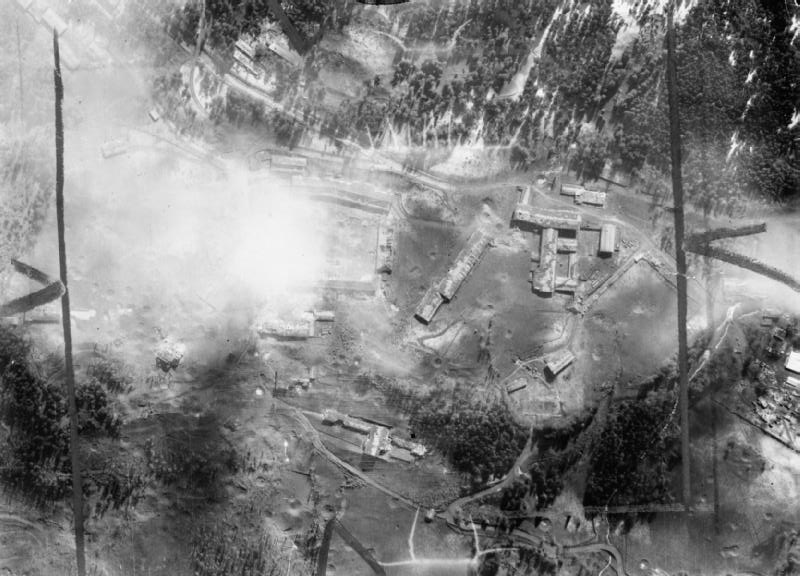
Bombardování Obersalzbergu, 1945

## Konec války
Mezi lednem a červnem 1944 platil Berghof s přilehlou oblastí formálně jako Vůdcův stan. Dlouho nebyl zasažen leteckými útoky spojenců. 14. července 1944 Hitler opustil Berghof a vrátil se zpět do Vlčího doupěte. V posledních válečných dnech přišel Göring s myšlenkou vytvořit z Obersalzbergu centrum „nedobytné alpské pevnosti“, která se ale neuskutečnila.
Pět dní před Hitlerovou sebevraždou, 25. dubna 1945, cíleně bombardovala letadla Royal Air Force, včetně 617. peruti, Berghof a jeho okolí. Berghof samotný ovšem poškozen nebyl. 4. května 1945 obsadily americké 101. výsadková a 3. pěší, a 2. francouzská obrněná divize Berchtesgaden bez boje. Obsazení Berchtesgadenu bylo tak prestižní záležitostí, že americké a francouzské jednotky v podstatě pořádaly závod. Před příchodem vítězných mocností zapálili Berghof příslušníci SS, Berghof pak také vyplenilo obyvatelstvo z okolí.
Bavorsko nechalo v roce 1952 ruiny Berghofu vyhodit do povětří a osázet stromy. Na základech bývalého domu pro návštěvy vyrostlo v roce 1999 z pověření Bavorska Dokumentation Obersalzberg jako stálá výstava Institutu dějin. V blízkosti stojící Platterhof, který byl po válce částečně obnoven a ještě dlouho využíván americkými vojáky, byl v roce 2000 stržen a na jeho místě vyrostl v roce 2005 hotel Interconti Resort Berchtesgaden s golfovým hřištěm a malou sjezdovkou.